# Jiangbei Machinery Works
Jiangbei Machinery Works war ein Hersteller von Automobilen aus der Volksrepublik China.

## Unternehmensgeschichte
Das Unternehmen aus Jilin gehörte zu Norinco. Es begann 1986 mit der Produktion von Automobilen. Die Markennamen lauteten Beifang, Jiangbei, Meilu (auch Meiluo geschrieben) und Shenjian. Anfänglich entstanden jährlich zwischen 50 und 150 Fahrzeugen. 2002 endete die Produktion, als das Unternehmen mit Zhejiang Lingtian Motors zu Jilin Tongtian Automobile fusionierte. JM Star erwarb die Marke Meilu und nutzte sie, bis das Unternehmen 2003 übernommen wurde.

## Marken
Die Marke Jiangbei wurde 1986 offenbar nur für einen Prototyp genutzt. Die Verwendung für Serienfahrzeuge lief von 1992 bis 2002, möglicherweise mit einer Pause von 2000 bis 2001.
Die Marken Meilu und Shenjian wurden von 1987 bis 2002 genutzt.

## Produktionszahlen
| Jahr | Produktionszahl Shenjian | Quelle |
| ---- | ------------------------ | ------ |
| 2000 | 23                       | [ 3 ]  |
| 2001 | 0                        | [ 3 ]  |
| 2002 | 0                        | [ 3 ]  |
| 2003 | 0                        | [ 3 ]  |